# اولگ توردوفسکی
اولگ توردوفسکی (روسی: Олег Федорович Твердовский؛ زادهٔ ۱۸ مهٔ ۱۹۷۶) بازیکن هاکی روی یخ اهل اوکراین است.
وی همچنین برندهٔ جوایزی همچون جام استنلی شده‌است.
از باشگاه‌هایی که در آن بازی کرده‌است می‌توان به فینیکس کایوتیس، کارولینا هوریکانز، و آناهایم داکس اشاره کرد.